# Kaspersky Lab
Kaspersky Lab je mezinárodní společnost, která se zabývá vývojem ochranného softwaru proti počítačovým virům, spamu, útoky hackerů a jinými kybernetickými hrozbami. Společnost provozuje svou činnost ve více než 200 zemích. Sídlo společnosti se nachází v Moskvě. Založena byla v roce 1997, jejím zakladatelem a momentálním CEO je Jevgenij Valentinovič Kasperskij. Společnost patří mezi TOP tested a TOP awarded společnosti na světě.[chybí lepší zdroj]

## Služby
Společnost Kaspersky Lab nabízí produkty jako je antivirus, anti-malware a firewall. Produkty jsou určeny pro velké společnosti, malé firmy i pro domácnosti. Produkty pro firmy navíc zahrnují ochranu pracovních stanic, souborových serverů, poštovních serverů, platebních brán, bankovních serverů i mobilních zařízení. Tyto služby jsou obsaženy ve speciálních balících.
Kromě klasických bezpečnostních produktů také provozuje bulletin Securelist (v angličtině), který popisuje aktuální hrozby na Internetu a jak se proti nim lze bránit.

## Produkty
Kaspersky Anti-Virus je antivirový program, který poskytuje ochranu proti virům, spywaru, trojským koním, malwaru a ransomwaru. Prudukt také obsahuje funkci herní režim.
Kaspersky Internet Security je sada nástrojů, která navíc obsahuje rodičovskou kontrolu, anti-phishingovou ochranu, firewall, ochranu při připojení k veřejné wi-fi ochranu před vzdáleným přístupem k webkameře, klávesnici nebo i před pořizováním snímků monitoru.
Kaspersky Password Manager je nástroj pro ukládání a správu hesel z různých webových stránek.
Kaspersky Total Security je sada nástrojů která obsahuji mimo služeb Kaspersky Anti-Virus a Kaspersky Internet Security také Password Manager (správce hesel), File Shredder (skartovač souborů) i ochranu před kryptoviry. Součástí je také technická podpora.
Kaspersky Endpoint Security for Business je sada aplikací určena pro střední a velké firmy a pro korporátní prostředí.

## Kontroverze
Společnost Kaspersky Lab bývá v některých zemích podezírána ze spolupráce s ruskými tajnými službami. Zakladatel společnosti Jevgenij Kasperskij, absolvent školy sovětské rozvědky KGB, byl v lednu 2016 zařazen na sankční seznam USA.
V červenci 2017 byly produkty společnosti vyškrtnuty ze dvou seznamů prodejců, které mohou využívat vládní agentury USA k nákupu technologických zařízení. Před užíváním softwaru Kaspersky Lab varovalo i britské Národní středisko kybernetické bezpečnosti (NCSC) nebo izraelská tajná služba.